# Felisacus
Felisacus (лат.) — род полужесткокрылых из семейства слепняков (Miridae) подсемейства Bryocorinae. Единственный представитель трибы Felisacini.

## Описание
Мелкие (2-4 мм) клопы удлинённой формы жёлтой или бледно-коричневой окраски, иногда с тёмными точками. Длина двух первых члеников усиков равна ширине и каждый из них короче третьего сегмента. На переднеспинке имеется четыре точки. Полунадкрылья обычно беловато-желтые и полупрозрачные. Внутренний край кориума с темной полосой. Окраска кунеуса может быть от беловато-желтой до темно-коричневой, реже красноватая. Самки немного крупнее самцов.

## Экология
Питаются папоротниками семейств Aspleniaceae, Dennstaedtiaceae, Polypodiaceae, Pteridaceae и Schizaeaceae.

## Классификация
В мировой фауне 55 вида.
- Felisacus adamsi Carvalho, 1956
- Felisacus albus Namyatova, Cassis, 2016
- Felisacus amboinae Woodward, 1954
- Felisacus auritulus Distant, 1913
- Felisacus australicus Namyatova, Cassis, 2016
- Felisacus bau Namyatova, Cassis, 2016
- Felisacus bellus Lin, 2000
- Felisacus bismarckensis Namyatova, Cassis, 2016
- Felisacus bradi Namyatova, Cassis, 2016
- Felisacus caledonicus Namyatova, Cassis, 2016
- Felisacus ceylonicus Namyatova, Cassis, 2016
- Felisacus crassicornis Usinger, 1946
- Felisacus cristobalus Namyatova, Cassis, 2016
- Felisacus curvatus Hu and Zheng, 2001
- Felisacus dauloi Woodward, 1958
- Felisacus elegantulus (Reuter, 1904)
- Felisacus fedori Namyatova, Cassis, 2016
- Felisacus filicicola (Kirkaldy, 1908)
- Felisacus glabratus (Motschulsky, 1863)
- Felisacus gressitti Miyamoto, 1965
- Felisacus indicus Namyatova, Cassis, 2016
- Felisacus insularis Miyamoto, 1965
- Felisacus jacobsoni Poppius, 1914
- Felisacus javanus Reuter, 1908
- Felisacus lambkinae Namyatova, Cassis, 2016
- Felisacus linae Namyatova, Cassis, 2016
- Felisacus lindbergae Namyatova, Cassis, 2016
- Felisacus liui Namyatova, Cassis, 2016
- Felisacus longiceps Poppius, 1915
- Felisacus lordhowensis Namyatova, Cassis, 2016
- Felisacus luzonus Namyatova, Cassis, 2016
- Felisacus madagascariensis Poppius, 1912
- Felisacus magnificus Distant, 1904
- Felisacus malayensis Namyatova, Cassis, 2016
- Felisacus meilingae Namyatova, Cassis, 2016
- Felisacus minutus Carvalho, 1981
- Felisacus myersi Namyatova, Cassis, 2016
- Felisacus nigrescens Carvalho, 1981
- Felisacus nigricornis Poppius, 1912
- Felisacus ochraceus Usinger, 1946
- Felisacus ovalau Namyatova, Cassis, 2016
- Felisacus philippinensis Hsiao, 1944
- Felisacus ponaponensis (Carvalho, 1956)
- Felisacus rubricuneus Carvalho, 1956
- Felisacus schuhi Namyatova, Cassis, 2016
- Felisacus senaru Namyatova, Cassis, 2016
- Felisacus signis Hsiao, 1944
- Felisacus solomonicus Namyatova, Cassis, 2016
- Felisacus tanna Namyatova, Cassis, 2016
- Felisacus usingeri Woodward, 1954
- Felisacus vitilevu Namyatova, Cassis, 2016
- Felisacus wangae Namyatova, Cassis, 2016
- Felisacus webbi Namyatova, Cassis, 2016
- Felisacus yasunagai Namyatova, Cassis, 2016
- Felisacus zuparkoi Namyatova, Cassis, 2016

## Распространение
Встречаются в тропических районах Афротропики (Эфиопия), Ориентальной области, Австралии Новой Зеландии и островах Океании (Самоа, Фиджи, Вануату).